# استوره ترولتیندن
استوره ترولتیندن (نروژی: Store Trolltinden) یک قله کوه در شهرداری راوما در شهرستان موره او رومسدال، نروژ است. با ارتفاع ۱٬۷۸۸ متر (۵٬۸۶۶ فوت)، بلندترین نقطه در امتداد خط‌الراس ترولتیندن است. این کوه صخره عمودی ترولوگن را دارد که قله را از دره رومسدالن در زیر جدا می‌کند، پرتگاهی در حدود ۱٬۷۰۰ متر (۵٬۶۰۰ فوت) که آن را به بلندترین صخره عمودی اروپا تبدیل می‌کند. رودخانه راوما و بزرگراه جاده ئی۱۳۶ اروپا در ۱ کیلومتر (۰٫۶۲ مایل) به سمت شرق در دره قرار دارند. قله ترولتیندان در حدود ۷۰۰ متر (۲٬۳۰۰ فوت) در جنوب واقع شده است.
ساده‌ترین دسترسی به قله با پیاده‌روی از پارکینگ در ترولستیگن در حدود ۵ کیلومتر (۳٫۱ مایل) به سمت جنوب غربی است. درست در زیر قله، برای تضمین آخرین صعود استفاده از یک طناب مناسب است.